# Конте, Игнасио
Игнасио «Начо» Конте Креспо (исп. Ignacio «Nacho» Conte Crespo, 21 февраля 1969 года, Сарагоса) — испанский футболист, известный по выступлениям за «Севилью».

## Карьера

### Клубы
Родился в Сарагосе, в возрасте 9-ти лет вместе с семьёй переехал в Севилью, где и начал заниматься футболом в академии «Бетиса». Затем выступал за резервную команду клуба. По итогам сезона 1988/89 «Бетис B» вылетел в четвёртый дивизион и Конте перешёл в «Севилью».
17 сентября 1989 года дебютировал в составе «Севильи» в матче против «Логроньеса». Уже в первом сезоне Конте сумел закрепиться в основном составе команды, проведя за сезон 29 матчей, и помог клубу пробиться в Кубок УЕФА.
Он выступал за «Севилью» ещё на протяжении трёх лет, сыграв за клуб в 114-ти матчах чемпионата. В 1993 году Конте не смог договориться с клубом о продлении контракта и перешёл в «Тенерифе», за который выступал до 1997 года. В сезоне 1996/97 вместе с клубом дошёл до полуфинала Кубка УЕФА, в котором команда уступила будущему победителю — «Шальке 04».
Сезон 1997/98 провёл в «Расинге» из Сантандера.
В сезоне 1998/99 вместе с «Эркулесом» вылетел в третий дивизион. В 2000 году команда не смогла добиться повышения в классе и Конте объявил о завершении карьеры.
В 2004 году возобновил карьеру и отыграл один год за «Депортиво Лагуна» в четвёртом дивизионе испанского чемпионата, после чего окончательно завершил игровую карьеру.

### Сборная
В 1991 году сыграл за сборную Испании в матче отборочного турнира Евро-1992 против Чехословакии.